# Microcharon apolloniacus
Microcharon apolloniacus är en kräftdjursart som beskrevs av Cvetkov 1964. Microcharon apolloniacus ingår i släktet Microcharon och familjen Microparasellidae. Inga underarter finns listade i Catalogue of Life.